# Aegomorphus clavipes
Aegomorphus clavipes је врста инсекта из реда тврдокрилаца (Coleoptera) и породице стрижибуба (Cerambycidae). Сврстана је у подпородицу Lamiinae.

## Распрострањеност
Врста је распрострањена на подручју Европе, Сибира, Блиског истока и северне Африке. У Србији се среће спорадично.

## Опис
Тело је црне боје, на елитронима су три зупчасте, попречне, шире, црне врпце или мрље. Дуж шава су црне пеге. На пронотуму има црно-беле мрље. Доња страна тела је покривена сивкастим длачицама без шара и голих тачкица. Дужина тела је од 7 до 17 mm.

## Биологија
Животни циклус траје две године. Ларве се развијају у мртвом стаблу и гранама, аа дулти се налазе на посеченим стаблима и гранама лишћара које леже на тлу са још увек чврстом кором. Као биљка домаћин јављају се топола (Populus), буква (Fagus), храст (Quercus), орах (Juglans), леска (Corylus) и различите врсте воћки. Одрасле јединке се срећу од маја до септембра.

## Синоними
- Cerambyx clavipes Schrank, 1781 nec Forster, 1771
- Acanthoderes clavipes (Schrank, 1781)
- Cerambyx varius Fabricius, 1787
- Lamia varia (Fabricius, 1787) nec Olivier, 1792
- Aegomorphus varius (Fabricius, 1787)